# Duster
Duster — це американська інді-рок група з Сан-Хосе (Каліфорнія) заснована у 1996 році. Більшу частину своєї історії група складалася з мультиінструменталістів Клея Партона, Канаана Дав Ембера і Джейсона Альбертіні; Альбертіні покинув групу в 2022 році. Duster були тісно пов’язані з рухами відродження слоукору та космічного року, що розвивались, у 1990-х роках.

## Історія
Сформувались в 1996 році тільки з Партоном і Ембером, які раніше працювали разом у групах Mohinder(група) і Calm, вони випустили 2 касети в тому ж році під назвами "On the Dodge" і "Christmas Dust", а також 7-дюймову під назвою "Transmission", "Flux" на Up Records випущений у 1997 році. Пізніше, наступного року, Джейсон Альбертіні приєднався до гурту як барабанщик і грав на трьох треках для їхнього дебютного альбому, Stratosphere 1998, і з 1999 року випустили мініальбом 1975, Альбертіні став набагато активніше брати участь у творчості групи, граючи на багатьох інших інструментах і ділившись записами/виробництвом з Партоном і Ембером. До 2000-х Contemporary Movement, він був повністю залучений у творчий процес як постійний член групи. 
13 квітня 2018 року Дастер написав на своїй сторінці в Instagram, що вони «трохи записують». Пізніше було оголошено, що дискографія гурту буде перевидана бокс-сетом Capsule Losing Contact через The Numero Group, який був випущений 22 березня 2019 року. 4 липня 2019 року гурт випустив свій перший самостійний сингл за майже 20 років, «Interstellar Tunnel», а згодом анонсував свій третій однойменний студійний альбом, який був випущений 13 грудня 2019 року.  
Про їхню перерву та наступне возз’єднання Партон сказав: «Коли ми взяли перерву майже два десятиліття тому, ми не думали, що все повністю припиниться. Ми думали, що зможемо принаймні продовжити це дрейфування, можливо, повільніше та з іншим процесом. Але все просто пішло в темряву. Ми завжди були на зв’язку, іноді ми говорили про те, щоб зробити Duster речі, але дні просто накопичувалися... Останніми роками ми серйозніше говорили про те, щоб принаймні зробити ще один запис. Тепер усе начебто виходить, і ми створюємо нові речі разом, але ми йдемо повільно й досі робимо більшість речей неправильно, тож відчувається, що саме там ми зупинилися.»
31 березня 2022 року гурт несподівано випустив свій четвертий студійний альбом Together через кілька музичних відео на YouTube, а наступного дня альбом став доступним для продажу. Після релізу Партон оголосив, що Альбертіні залишив Duster, щоб зосередитися на своєму інді-роковому проекті Helvetia хоча Альбертіні заявив у примітках до релізу Bandcamp свого альбому 2023 року, «You shot up past the moon scapegoat», що це було складніше, і його відхід був пов’язаний з психічним здоров’ям.

## Побічні проекти
Гурт випустив 2 альбоми під псевдонімом Valium Aggelein, які пізніше були перевидані як бокс-сет у 2020 році. Партон також випускав музику під псевдонімами Eiafuawn (Everything is all fuck up and what not) і the Soviets та грав у групах El Buzzard, Breasts, Parton Kooper Planetarium, Two Boys Alright, Stumpy та Ghost Drugs. У Альбертіні є власний гурт Helvetia, який випустив кілька записів на лейблі Партона The Static Cult Label і грав для Майка Джонсона, Built to Spill і Xiu Xiu. Ембер також випустив  мініальбом під своїм іменем і Лонні Він.

## Музикальний стиль
Загалом розглядаючи групу як інді-рок, критики також асоціювали її з відродженням космічного року та слоукору через їх унікальне звучання. Щоб зробити це, гурт зазвичай записував на дешевому та старішому звукозаписуючому обладнанні, такому як касетні деки, надаючи своїй музиці якість Lo-fi.

## Учасники
- Clay Parton - інструменти, виробництво (1996-2001, 2018 – дотепер)
- Canaan Dove Amber - інструменти, виробництво (1996-2001, 2018 – дотепер)
- Jason Albertini - ударні, продакшн (1998-2001, 2018-2022)

## Дискографія

### Студійні альбоми
- Stratosphere[en] (1998)
- Contemporary Movement[en] (2000)
- Duster[en] (2019)
- Together[en] (2022)
- In Dreams (2024)

### Мініальбоми
- Transmission, Flux (1997)
- Apex, Trance-Like (1998)
- 1975 (1999)

### Збірники
- Capsule Losing Contact[en] (2019)
- Moods, Modes (2023)
- Remote Echoes (2023)

### Обмежені випуски
- On the Dodge (1996)
- Christmas Dust (1996)

### Ексклюзивні релізи SoundCloud
- Experimental Dust (2000) (2018)
- On the Air (live KSCU radio set, 1997; випущено 2019)
- Test Phase, Tape One (1997) (2019)
- Rarities (2001) (2019)

### Сингл
- "What You're Doing to Me" (2019)
- "Copernicus Crater" (2019)
- "Letting Go" (2019)
- "What Are You Waiting For" (2022)

### Відео
- "Me and the Birds" (2003)
- "Interstellar Tunnel" (2019)
- "Copernicus Crater" (2019)
- "Lomo" (2019)
- "Isolation Sounds" (2020)
- "Drifter" (2022)
- "Escalator" (2022)
- "Feel No Joy" (2022)
- "Making Room" (2022)
- "Sad Boys" (2022)
- "New Directions" (2022)
- "Familiar Fields" (2022)

### Збірні виступи
- Up in Orbit! (1997)
- Up Next (1998)
- Zum Audio, Vol. 2 (1998)